# پی‌زدال پی-۲۴
پی‌ال‌زد پی-۲۴ (به انگلیسی: PZL_P.24) یک هواگرد از نوع جنگنده ساخت شرکت PZL، ایندوستریا آئروناتیکا رومانا است. هواگرد پی‌ال‌زد پی-۲۴ نخستین پروازش را در مه ۱۹۳۳ میلادی انجام داد. این هواگرد در سال ۱۹۳۶ میلادی رسماً معرفی گردید.
طراح این هواگرد، Zygmunt Puławski بود.